# Lieselotte Arnold
Lieselotte Arnold (auch Liselotte Arnold; * 23. Januar 1920 in Leipzig) ist eine deutsche Schauspielerin.

## Leben und Wirken
Lieselotte Arnold erhielt eine Tanzausbildung und gab zu Beginn ihrer Karriere, 1940, mit der kleinen Rolle des Fräulein Drewes in Boleslav Barlogs Jugenddrama Unser kleiner Junge ihr Filmdebüt. Anschließend ging sie als Tänzerin in den verbleibenden Kriegsjahren an die Bühnen von Hof und Gießen.
Lieselotte Arnold ist vorwiegend bekannt durch ihre Auftritte in bundesdeutschen Fernsehfilmen, Spielfilmen und Fernsehserien aus dem Zeitraum von 1971 bis 2004. Allerdings erhielt sie bereits 1950 in dem DEFA-Spielfilm Das kalte Herz eine Rolle. Sie hatte mehrere Bühnenauftritte in Hamburg. In der Saison 1974/75 spielte sie im St. Pauli Theater an der Seite von Henry Vahl in Zitronenjette von Paul Möhring, in der Saison 1986/87 wirkte sie für das dortige Tourneetheater Greve in Pension Schöller von Wilhelm Jacoby und Carl Laufs.

## Filmografie (Auswahl)
- 1941: Unser kleiner Junge
- 1950: Das kalte Herz
- 1971: Aus dem Alltag in der DDR: Dritter Versuch einer Rekonstruktion nach Berichten und Dialogen (Fernsehfilm)
- 1972: Das Kurheim (Fernsehserie, 1 Folge)
- 1972–1974: Hamburg Transit (Fernsehserie, 2 Folgen)
- 1974 Tod eines Mannequins (Fernsehfilm)
- 1974: Motiv Liebe (Fernsehserie, 1 Folge)
- 1974: Eine geschiedene Frau (Fernsehserie)
- 1975: Im Auftrag von Madame (Fernsehserie, 1 Folge)
- 1978: Gesellschaftsspiele (Fernsehfilm)
- 1979: Schwestern oder Die Balance des Glücks
- 1980–1982: St. Pauli-Landungsbrücken (Fernsehserie, 2 Folgen)
- 1983: Nordlichter: Geschichten zwischen Watt und Weltstadt (Fernsehserie, 1 Folge)
- 1985: … Erbin sein – dagegen sehr (Fernsehserie, 12 Folgen)
- 1987–2000: Großstadtrevier (Fernsehserie, 5 Folgen)
- 1988: Sommer in Lesmona (Fernsehfilm)
- 1989: Ein Fall für zwei (Fernsehserie, 1 Folge)
- 1989: Zwei Münchner in Hamburg (Fernsehserie, 3 Folgen)
- 1990: Diese Drombuschs (Fernsehserie, 2 Folgen)
- 1994: Freunde fürs Leben (Fernsehserie, 1 Folge)
- 2000: Zwei Dickköpfe mit Format (Fernsehfilm)
- 2004: Bella Block: Die Freiheit der Wölfe (Fernsehreihe)

## Hörspiele
- 1953: Günter Jannasck: Zwei Lügen – Regie: Harald Philipp